# 田川勝雄
田川 勝雄（たがわ かつお、1933年11月22日 - ）は、日本の元俳優。
旧芸名は田川 恒夫、田川 勝男。本名は小林恒夫。
以前は東映、田中事務所、グループ71に所属していた。妻は元女優の山本緑。

## 出演

### 映画
- 拳銃を捨てろ（1956年） - 田川千代吉
- 大学の石松 女群突破（1957年） - 紙
- 殺人者を逃すな（1957年） - 検屍員
- 多羅尾伴内 十三の魔王（1958年） - 田川巡査
- 少年探偵団 透明怪人（1958年） - 鑑識課係員
- 少年探偵団 首なし男（1958年） - 鑑識課係員
- 疑惑の夜（1959年） - 工事現場事務係
- 高度7000米 恐怖の四時間（1959年） - 記者
- ふたりの休日（1959年） - 警官
- 特ダネ三十時間 白昼の脅迫 女の牙（1960年） - 警視庁の係員
- 殴りつける十代（1960年） - 病院会計係員
- 殺られてたまるか（1960年） - 係官
- おれたちの真昼（1960年） - 枝光
- 天下の快男児 突進太郎（1960年） - 原田
- 悪魔の札束（1960年） - 警官
- 野獣の眼（1960年） - 司令通信室の警官
- べらんめえ芸者罷り通る（1961年） - 小林の秘書
- 赤い影の男 高速三号線を張れ（1961年） - 水藻
- 天下の快男児 旋風太郎（1961年） - ボーイ
- 俺らは空の暴れん坊（1961年） - 警衛
- 飛ばせ特急便 深夜の脱獄者（1961年） - 運転手
- わが生涯は火の如く（1961年） - 指令室の係員
- 飛ばせ特急便 魔の十八号線（1961年） - トラック運転手
- 金も命もいらないぜ（1961年） - 大館の乾分
- 故郷は緑なりき（1961年）
- 風の野郎と二人づれ（1961年） - 警官
- 万年太郎と姐御社員（1961年） - 山田
- 東京パトロール 終列車の少年（1961年） - 警視庁司令員
- べらんめえ中乗りさん（1961年） - 時村運転手
- 復讐は俺らの歌（1961年） - 警官
- 次郎長社長と石松社員 威風堂々（1962年） - NHK係員
- 残酷な月（1962年） - 岡田
- 警視庁物語
  - 警視庁物語 19号埋立地（1962年） - 通信課員
  - 警視庁物語 全国縦断捜査（1963年） - 記者
  - 警視庁物語 行方不明（1964年） - 制服警官
- 東京丸の内（1962年） - 都電の車掌
- 三百六十五夜（1962年） - 田中技師
- ひばりの佐渡情話（1962年） - 秘書
- 裏切者は地獄だぜ（1962年） - 警官
- べらんめえ芸者と丁稚社長（1963年） - 新聞記者C
- こまどりのりんごっ子姉妹（1963年） - 店員風の男
- 東京アンタッチャブル 脱走（1963年） - トラックの運転手
- 特別機動捜査隊（1963年） - 科検所員
- こまどり姉妹 未練ごころ（1963年） - 牧夫
- 海軍（1963年） - 谷真二郎
- パレンバン奇襲作戦（1963年） - 通信兵
- 黒い猫（1965年） - 警官
- にっぽん泥棒物語（1965年） - 検問所巡査
- 続 網走番外地（1965年）
- 無宿者仁義（1965年） - 刑事
- 網走番外地 望郷篇（1965年）
- 昭和最大の顔役（1966年） - 金子登
- 昭和残侠伝 一匹狼（1966年） - 連行する巡査
- 一万三千人の容疑者（1966年） - 警官
- 可愛いくて凄い女（1966年） - 警官
- 侠客三国志 佐渡ケ島の決斗（1966年） - 木下勇
- 地獄の掟に明日はない（1966年） - 種田
- 残侠あばれ肌（1967年） - 光阿弥の弟子
- 組織暴力（1967年） - 出入国管理官
- 花札渡世（1967年） - 菅谷貞太朗
- 解散式（1967年） - 新聞記者
- 続 組織暴力（1967年） - マネージャー
- 昭和残侠伝 血染の唐獅子（1967年）
- 渡世人（1967年） - 看守
- ギャングの帝王（1967年） - 谷川
- 喜劇団体列車（1967年）
- 続・渡世人（1967年） - 繁次
- 陸軍諜報33（1968年） - 警官
- 続・決着（1968年） - 警官
- 獄中の顔役（1968年） - 池田看守
- 代貸（1968年） - 旅館主・東
- 人生劇場 飛車角と吉良常（1968年） - 夏村大蔵
- 超高層のあけぼの（1969年） - 筒井部員
- 新網走番外地 さいはての流れ者（1969年） - 彦太
- 仮面ライダーV3対デストロン怪人（1973年）
- ルバング島の奇跡 陸軍中野学校（1974年） - 兵隊

### テレビドラマ
- 七色仮面 （NET、1960年）
- 特別機動捜査隊 - 田川鑑識員(1961年 - 1967年)、水野鑑識員(1971年 - 1977年)ほか
- ミステリーベスト21 第6話「人脳培養事件」（NET、1962年）
- ゼロ戦黒雲隊（NET、1964年）
- 乗っていたのは二十七人（NET、1965年）
- スパイキャッチャーJ3（NET、1965年） - ナレーター
- 悪魔くん（NET）
  - 第11話「幻の館」（1966年） - 夫
  - 第16話「モルゴン」（1967年） - 伊勢崎博士の助手
  - 第20話「未来ゾーン」 - 強盗の手下
- オットいたゞき（NET、1966年）
- 白い巨塔（NET、1967年） - 柳原弘
- 忍者ハットリくん+忍者怪獣ジッポウ（NET / 東映、1967年）
  - 第10話「学校は難しいでござる」（1967年） - 刑事
  - 第12話「江戸城へモグルでござる」（1967年） - 警官
  - 第13話「パイナップルは真ッ平でござる」（1967年）
- ジャイアントロボ（NET、1967年）
  - 第3話「宇宙植物サタンローズ」 - 警官
  - 第10話「改造人間」 - 列車の運転手
  - 第11話「恐怖の人喰い砂」 - ユニコーン南極支部隊員
- キャプテンウルトラ（TBS、1967年）
  - 第1話「バンデル星人襲来す」 - パトロール隊員
  - 第2話「宇宙ステーション危機一発」 - パトロール隊員
  - 第13話「まぼろし怪獣ゴースラーあらわる!!」 - パトロール隊員
  - 第21話「電波怪物ラジゴンあらわる!!」 - サトシの父
- キイハンター 第9話「海に消えた女」（TBS、1968年）
- 五人の野武士 第7話「誇り高き男たち」（NTV、1968年）
- プレイガールシリーズ(12ch)
  - プレイガール(12ch)
    - 第23話「くれない追撃作戦」（1969年）
    - 第44話「悪童の性典」（1970年）
    - 第89話「傷つけながら愛しあい」（1970年）
    - 第102話「父は過去に何をしていた?」（1971年）
    - 第106話「女殺しのテクニック」（1971年）
    - 第140話「軍歌シリーズ 腰の軍刀にしがみつき…」（1971年）
    - 第155話「スリラー墓場から来た脅迫状」（1972年）
    - 第167話「男命を殺しに賭けて」（1972年）
    - 第172話「怪談 恐怖の吸血幽霊」（1972年） - 山本勇
    - 第176話「怪談 深幽寺の古井戸」（1972年）
    - 第180話「女はどたん場で勝負する」（1972年）
    - 第188話「ギャングが女湯にやって来た」（1972年）

  - プレイガールQ 第70話「裸の花嫁地獄行き」（1976年） - 岡部健アナウンサー
- 怪奇ロマン劇場 第19話「幽霊が呼んでいる」（NET、1969年）
- 女殺し屋 花笠お竜 第12話「女の強さを肌で知る」（12ch、1969年）
- 男一番!タメゴロー（NET、1970年）
- 鬼平犯科帳 第１シリーズ 第51話「艶婦の毒」（1970年、NET / 東宝）‐ 番頭
- 大忠臣蔵（NET、1971年）
- 人形佐七捕物帳 第7話「離魂病」（NET、1971年）‐ 利吉
- 太陽の恋人（NET、1971年）
- 火曜日の女シリーズ 木の葉の家（1972年、NTV）※田川恒夫でクレジット
- 刑事くん（TBS、1971年 - 1972年） - ナレーター
- ケーキ屋ケンちゃん 第18話「天使のスカーフ」（TBS、1972年） -少女の父親
- 仮面ライダーシリーズ（MBS）
  - 仮面ライダー
    - 第19話「怪人カニバブラー 北海道に現る」（1971年） - 気象庁小樽支所職員
    - 第50話「怪人カメストーンの殺人オーロラ計画」（1972年）
    - 第53話「怪人ジャガーマン 決死のオートバイ戦」（1972年） - 動物園守衛
    - 第83話「怪人イノカブトン 発狂ガスでライダーを倒せ」（1972年） - 関口医師

  - 仮面ライダーV3 第49話「銃声一発! 風見志郎倒る!!」（1974年） - 警官（デストロン戦闘員）
  - 仮面ライダーアマゾン
    - 第3話「強くてハダカで強い奴!」（1974年） - 釣り人
    - 第19話「出動、ガランダー少年部隊!!」（1975年） - 井上先生

  - 仮面ライダーストロンガー（1975年）
    - 第5話「ブラック・サタンの学校給食!?」
    - 第36話「三人ライダー対強力デルザー軍団!」 - 山根

  - 仮面ライダー (新)（1980年）
    - 第15話「恐怖 アオカビジンの東京大地震」 - 岡田博士
    - 第44話「怪談シリーズ 呪いの化け猫 子供の血が欲しい!」 - 医者
- 天皇の世紀（ABC、1971年）
  - 第4話「地熱」
  - 第5話「大獄」
- 一心太助 第2話「謎の伊勢屋敷」（CX、1971年）
- 荒野の素浪人 第15話「乱闘 銀山白鳳峡」（NET、1972年）
- 鬼平犯科帳 第2シリーズ 第16話「掻掘のおけい」（1972年、NET / 東宝） - 番頭
- さすらいの狼（NET、1972年）
  - 第11話「真昼の逆襲」
  - 第16話「竜の心にしゃくなげ一輪」
- 気になる嫁さん 第22話「思いこんだら命がけ」（NTV、1972年） - 刑事
- シークレット部隊 第22話「危機一髪! 馬泥棒一家」（TBS、1972年）
- 太陽にほえろ!(NTV)
  - 第4話「プールサイドに黒いバラ」（1972年）
  - 第38話「オシンコ刑事誕生」（1973年）
  - 第61話「別れは白いハンカチで」（1973年）
  - 第78話「恐怖の瞬間」（1974年）
  - 第99話「金で買えないものがある」（1974年）
  - 第125話「友達」（1974年）
- 冬物語 第12話「雨ふたたび…」（NTV、1973年） - ボーイ
- 泣くな青春 第16話「断絶のブルース」（CX、1973年）
- 恐怖劇場アンバランス 第8話「猫は知っていた」（CX、1973年） - 宮内
- 剣客商売 第17話「兎と熊」（CX、1973年）
- サスペンスシリーズ 現代鬼婆考・殺愛 (MBS、1973年)　-　ニュースキャスター
- アイフル大作戦(TBS)
  - 第38話「バラン・ドロン殺人事件」（1973年）
  - 第55話「探偵専科 愛と死のたわむれ」（1974年）
- 荒野の用心棒 第3話「兇弾は女地獄に炸裂して…」（NET、1973年）
- 旗本退屈男 第20話「ねらわれた一万両」（NET、1973年）
- ウルトラマンタロウ 第42話「幻の母は怪獣使い!」（TBS、1974年） - 警官
- 高校教師 第12話「裸の愛を受けとめて」（12ch、1974年）
- 新・荒野の素浪人 第11話「地獄の沙汰」（NET、1974年）
- バーディー大作戦 第2話「現金輸送車大追跡!」（TBS、1974年）
- 事件狩り 第6話「恋人たちに罠をかけろ!」（TBS、1974年）
- 白い牙 第24話「復讐の呼び声」（NTV、1974年）
- 大江戸捜査網(12ch)
  - 第50話「血染の蛇の目傘」（1974年）
  - 第66話「小さな目撃者」（1974年）
  - 第84話「怪盗お役者変化」（1975年）
  - 第94話「地下に眠る美女」（1975年）
  - 第121話「闇の帝王を裁け!」（1976年）
  - 第132話「殺しの陰謀」（1976年）
- 特捜記者 犯罪を追え! 第8話「消えた女の死体」（CX、1974年）
- 若い!先生 第25話「新しい明日へ!」（TBS、1974年） - 刑事
- がんばれ!! ロボコン（NET）
  - 第1話「おいらロボット ロボコンだい 」（1974年） - 夫
  - 第45話「ドロロンパ!! ロボコンお化け大騒動」（1975年） - 父親
  - 第90話「アラランラン! いいことはしたけれど?!」（1976年） - おもちゃ屋
  - 第111話「ガックリコ!! あと1点がほしいよォ!」（1977年） - 医師
- 夜明けの刑事(TBS)
  - 第17話「さあ、女の復讐が始まるわ!」（1975年）
  - 第45話「ハイ、こちら中ピ連です!!」（1975年）
  - 第85話「爆弾男 結婚式を乗っ取る!!」（1976年）
- ザ★ゴリラ7（NET、1975年）
  - 第1話「武装強盗団」
  - 第5話「大泥棒弟子入り志願」
  - 第23話「死刑台へ急ぐ野郎ども」
  - 第26話「ゴリラ破産宣告大戦争」
- 正義のシンボル コンドールマン（NET、1975年）
  - 第16話「絶体絶命! コンドールマン」 - アナウンサーの声
  - 第18話「陸海空 3大モンスターの逆襲」 - アナウンサー
  - 第19話「死のモンスター工場」 - アナウンサーの声
  - 第21話「悪魔の超一流塾」 - 塾講師
- 傷だらけの天使 第16話「策略に散る歌姫の恋」（NTV、1975年）
- 水もれ甲介 第16話「幸せになろうな?」（NTV、1975年）
- ザ・カゲスター（NET、1976年）
  - 第17話「恐怖の殺人鬼 ハエドブラ作戦!」、第25話「ドクガルダー 人喰い作戦!」 - アナウンサー ※ノンクレジット
  - 第24話「怪人バラキュラーの皆殺し作戦!」 - 風村フィッシングショップの客
- ぐるぐるメダマン（12ch）
  - 第8話「ハワイから来た清潔おバケ」（1976年） - 郵便配達員
  - 第27話「エッ!! メダマンがおじいさんに!?」（1977年） - 中川営業課長
- 宇宙鉄人キョーダイン（MBS、1976年） - ガブリン親衛隊の声
- 気まぐれ天使 第7話「拾いものには御用心」（NTV、1976年）
- 赤い衝撃 第3話「走れない娘の前に死が…」（1976年）
- ベルサイユのトラック姐ちゃん 第19話「燃える女の子守唄」（1976年、NET）
- 大都会 PARTII 第5話「明日のジョー」（NTV、1977年） - 鑑識
- Gメン'75(TBS)
  - 第123話「連続誘拐事件・前編　野球場ナイター殺人事件」（1977年） - 太平洋テレビアナウンサー
  - 第130話「一卵性双生児殺人事件」（1977年） - 坂本由松
  - 第163話「首のない女の人形」（1978年） - 医師
  - 第169話「深夜バスの乗客大量殺人事件」（1978年） - 植松一郎
  - 第182話「赤ちゃん盗難事件」（1978年） - みきの父
  - 第193話「網走刑務所吹雪の大脱走」（1979年） - 網走刑務所刑務官
  - 第210話「出刃包丁を持った男」（1979年） - 鑑識課員
  - 第218話「梟の森みな殺しの夜」（1979年） - 富士松井田署刑事
  - 第221話「海抜3170米の空中ブランコ」（1979年） - 清和観光社員
  - 第273話「怪談・死霊の棲む家」（1980年） - 黒谷署刑事
- 大河ドラマ / 花神（NHK、1977年）
- 特捜最前線(ANB)
  - 第12話「地獄に墜ちる愛」（1977年）
  - 第19話「亜矢子・十七才の哀歌」（1977年）
  - 第26話「娘よ! 父の罪を赦せ」（1977年）
  - 第38話「バスジャック・光なき娘へのハレルヤ」（1977年）
  - 第45話「蒸発・記憶をデッサンする女!」（1978年）
  - 第57話「改造拳銃・失われたロック!」（1978年）
  - 第64話「牛肉闇ルート殺人事件!」（1978年）
  - 第66話「判決・毒薬を盛った女!」（1978年）
  - 第71話「恐怖のタクシードライバー!」（1978年）
  - 第76話「妻が凶器を振るうとき!」（1978年）
  - 第93話「頭蓋骨を愛した女!」（1979年）
  - 第116話「真夜中のデッドアングル!」（1979年）
  - 第144話「ヨーコ・二人だけの新春哀歌!」（1980年）
  - 第162話「窓際警視の靴が泣く!」（1980年）
- 野望（ANB、1977年）
- 小さなスーパーマン ガンバロン 第11話「あ! 化けタヌキのビックリ作戦」（NTV、1977年）
- 大空港 第4話「パリ-東京 戦慄の20時間」（1978年、CX）
- 熱中時代 第8話「危険な関係プレイバック」（NTV、1978年） - 興信所所員
- 騎馬奉行 第2話「大殺陣! 怒りの刃」（KTV、1979年）
- 雲霧仁左衛門 第1話「初夜に賭ける凄い奴ら」（CX、1979年）
- 土曜ワイド劇場(ANB)
  - 女弁護士 朝吹里矢子 第1作「黒白の暗示」（1978年）
  - 松本清張の聞かなかった場所（ANB、1979年）
  - 渓流釣り殺人事件（ANB、1979年）
- ザ・スーパーガール （12ch）
  - 第3話「汚職メモ・裸の女の落とし穴」(1979年)
  - 第9話「新婚初夜の異常な出来事」(1979年)
  - 第36話「夜の女子寮 狙われたチアガール」(1979年） - 医師
  - 第44話「夜の手配師・女は月曜に嘘をつく」（1980年）
- 伝七捕物帳 第27話「翔んで翔んで江戸払い」（ANB、1979年）
- ミラクルガール （1980年、12ch / 東映）
  - 第2話「パンダ爆撃3億円の照準」 - アナウンサー
  - 第13話「謎の連続婦女暴行事件」 - 司会者
- 爆走! ドーベルマン刑事 第5話「アレックス・完全犯罪に挑戦!」（ANB、1980年）
- 電子戦隊デンジマン 第26話「デンジ姫の宇宙曲」（ANB、1980年） - ラジオのパーソナリティ